# Miasto Slunj
Miasto Slunj (chorw. Grad Slunj) – jednostka administracyjna w Chorwacji, w żupanii karlowacka. W 2011 roku liczyła 5076 mieszkańców.